# Macintosh
Macintosh (транскр.  Мaкинтош) или за новије моделе Mac (транскр.  Мaк) представља робну марку која покрива неколико линија личних рачунара које дизајнира, развија и дистрибуира компанија Apple.
Првобитни Macintosh појавио се на тржишту 24. januara 1984. године и био је први комерцијално успешан лични рачунар који је имао миш и графички кориснички интерфејс уместо интерфејса командне линије.
Био је заснован на микропроцесору Motorola 68000 и користио је искуства стечена пројектом Apple Lisa. Продавао се за 2.495 долара и био је успешан, помажући утемељење линије рачунара Macintosh.